# Cross Over (張國榮和黃耀明專輯)

《Cross Over》是香港歌手張國榮和黃耀明合作推出的粤语EP，於2002年7月20日發行。

## 專輯介紹
黄耀明说过，他与张国荣都是属于同一类人，在某些地方上其实很相似，但在歌曲的风格上，又好像是风马牛不相及的两种人。是环球唱片的陈少宝促成他和张国荣的这一次的合作，2001年末二人在《同步过冬》中有过一小段的合唱，少宝觉得效果很好，便提议不如在二人推出各自的专辑之前来一个合作，因此就有了这个特别的Project 出现。

## 曲目
| 曲序 | 曲目                                    |        | 作曲           | 编曲   |
| ---- | --------------------------------------- | ------ | -------------- | ------ |
| 1.   | 這麼遠 那麼近（黃耀明主唱、張國榮獨白） | 黃偉文 | 張國榮         | 李端嫻 |
| 2.   | 十號風球（張國榮主唱）                  | 周耀輝 | 黃耀明、蔡德才 | 蔡德才 |
| 3.   | 如果你知我苦衷（黃耀明主唱）            | 林夕   | 張國榮         | 梁基爵 |
| 4.   | 春光乍洩（張國榮主唱）                  | 林夕   | 黃耀明、蔡德才 | 蔡德才 |
| 5.   | 夜有所夢（張國榮、黃耀明合唱）          | 林夕   | 黃耀明、李端嫻 | 李端嫻 |

## 外部連結及注释
1. ↑  . ent.sina.com.cn.   [2021-06-22]. （原始内容存档于2021-06-24）.

- 黃耀明張國榮 「Crossover」 專輯製作花絮（页面存档备份，存于）